# 薛志亮
薛志亮（？—1813年），字寅贊，號耘廬，一號雲廬，江南江陰（今江蘇）人，清朝政治人物，同進士出身。

## 生平
乾隆五十八年（1793年）癸丑科三甲第三十四名進士。於嘉慶八年（1803年）接替程文炘，擔任台灣府台灣縣知縣，任內主持《續修臺灣縣志》的編纂。嘉慶十八年（1813年）擔任台灣府淡水撫民同知。履職不久，卒於任上。後與袁秉義、李慎彝、婁雲、曹謹同祀淡水德政祠。